# 假山罗属
假山罗属（学名：Harpullia）是无患子科下的一个属，为乔木植物。该属共有34种，分布于热带亚洲、非洲至大洋洲。